# اخترپیشانی دم‌زرین
اخترپیشانی دم‌زرین (نام علمی: Coeligena eos) گونه‌ای از مرغ‌های مگس در تبار «خورشیدرخشان‌تباران» (Heliantheini) در زیرتیرهٔ (Lesbiinae) و بومی ونزوئلا است. به آن اخترپیشانی مریدا و اخترپیشانی زرین نیز می‌گویند.